# Gallestenen

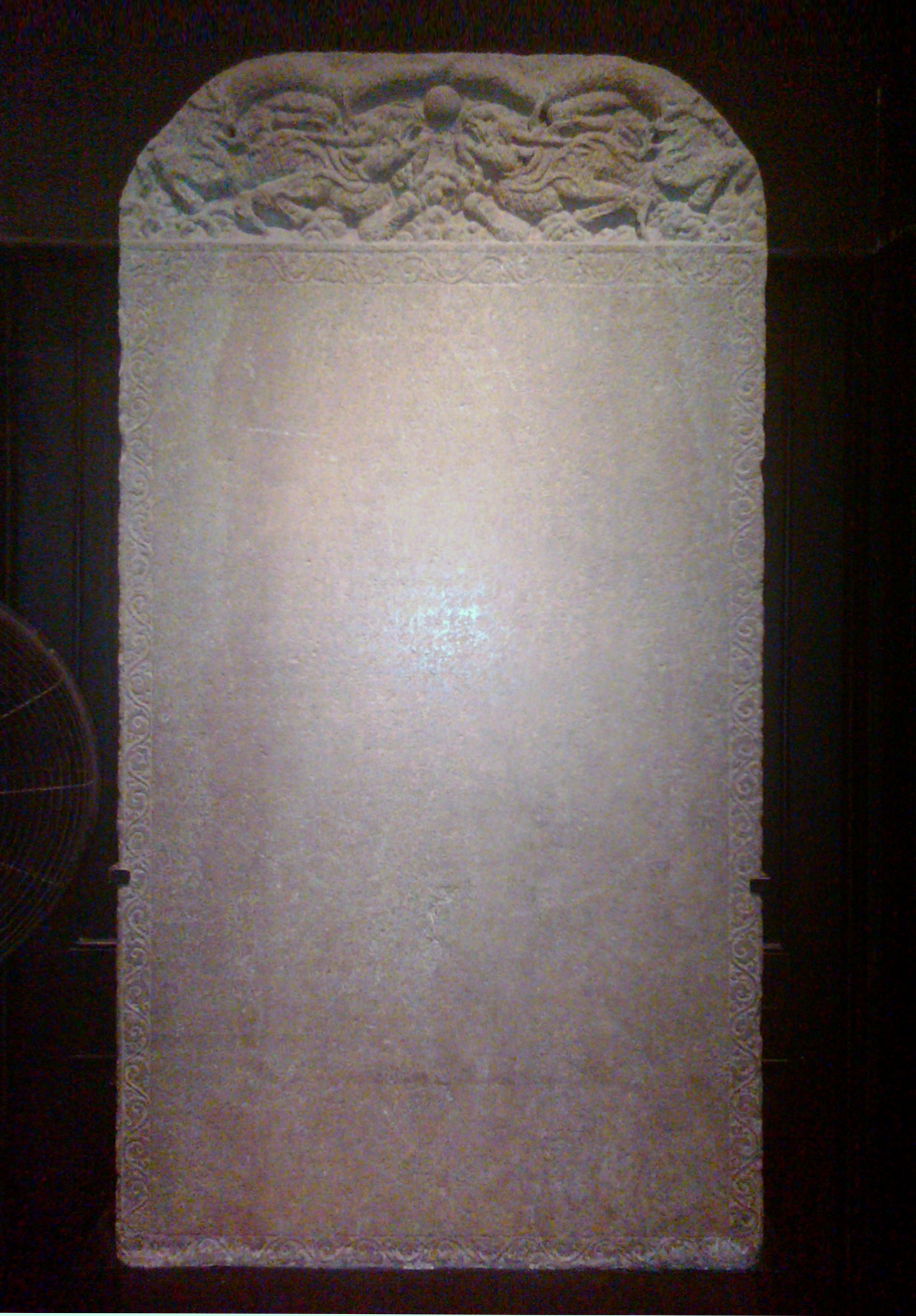
Gallestenen uppställd på Colombo National Museum of Sri Lanka

Gallestenen är en minnessten skriven på tre språk, kinesiska, tamilska och persiska. Den restes 1409 för att markera den kinesiska amiralen  Zheng Hes resa till Sri Lanka. Texten behandlar offergåvor till flera olika religioner. Stenen försvann under det portugisiska styret men återupptäcktes 1911, och förvaras nu på Colombo National Museum.
Texten på bilden lyder som följer:
Hans majestät kejsaren av den stora Ming dynastin har skickat eunuckerna Zheng He, Wang Jinghong och andra för att framföra inför Buddha:
Djupt vi vördar dig, barmhärtiga och hedrade, vars ljusa perfektion är omfattande, och vars dygd övergår allt förstånd. Den bergiga ön i Sri Lanka ligger i södra delen av havet och dess buddhistiska tempel är en fristad för ditt evangelium, där din mirakulöst lyhörd makt genomsyrar och upplyser.
Vi har nu skickas på uppdrag att meddela våra mandat till utländska nationer och under resan över havet har vi gynnats med välsignelse av ditt välgörande skydd. De undkom katastrof och olyckor, och reste i säkerhet fram och tillbaka.
I evigt erkännande av din högsta dygd, skänker vi gåvor i tacksamhet.
Må hans ljus lysa över givarna
Sjunde året av Yongle